# Garbugliaga
Garbugliaga (Carbugiaga in ligure) è una frazione di 17 abitanti nel Comune di Rocchetta di Vara, in provincia della Spezia.

## Origine del nome
Il toponimo Garbugliaga potrebbe avere un legame con il vocabolo "garbuglio" da un possibile tema "grov" "grav" "grab" "garb" che, secondo alcuni studiosi, starebbe ad indicare il serrato intreccio di case che compongono il borgo.

## Geografia fisica
È l'unica frazione del comune situata nella Valle dell'Usurana, nel fosso percorso dal torrente Gronda ultimo affluente sulla destra del torrente Usurana, nel quale confluisce presso la località di Gambella.

## Storia
Garbugliaga era, assieme alla soprana Beverone, dipendente dalla rettoria di Stadomelli, antico distretto del vescovo di Luni; Beverone e Garbugliaga dovettero dunque essere presidi del vescovo di Luni sopra le terre dell'abbazia di Brugnato. Il borgo è citato altresì nell'atto di divisione fra i figli di Corrado I l'Antico, capostipite dei Malaspina dello Spino Secco, nel 1221. Dopo la scissione della casata Malaspina tra il Ramo dello Spino Secco e quello dello Spino Fiorito, iniziò un'ulteriore frazionamento dell'Asse ereditario delle due casate. Nel 1266 Federico I ottenne Villafranca con Garbugliaga e Beverone, Villa e Rocchetta di Vara. Con il declino del potere temporale dei Vescovi di Luni i possedimenti sopracitati passarono quindi sotto la signoria dei marchesi Malaspina di Villafranca cui rimasero sino all'età napoleonica.
Dopo la parentesi rivoluzionaria, il Congresso di Vienna attribuì i territori degli ex feudi malaspiniani al duca di Modena, per essere quindi aggregati, con l'Unità d'Italia, alla Provincia di Massa Carrara, sotto cui rimasero fino al 1923, passando poi alla provincia della Spezia.
La strada carrozzabile, costruita verso la fine degli anni '60, sale dal Ponte di Martinello e toccando la frazione di Gambella si inerpica lungo il crinale che divide il fosso di Garbugliaga dalla Piana di Cavanella.

## Monumenti e luoghi d'interesse

### Architetture religiose
- Chiesa dei Santi Anna e Remigio, parrocchiale del borgo, distaccata dalla parrocchia di Beverone nel 1926.[3]
- Oratorio della Beata Vergine Immacolata, in località Forno.[3]
- Due cappellette campestri utilizzate in passato come segnavia, sono poste alle due estremità del borgo. Quella situata nei pressi della chiesa è posta nei pressi della biforcazione per Ferdana e Gambella, mentre fuori dal centro abitato, a segnare l'antico bivio per Beverone e Forno, si trova una cappelletta fatta restaurare alla fine degli anni '90 da una famiglia del luogo, che ha curato anche il restauro dell'oratorio posto alla biforcazione delle strade per Stadomelli e Beverone all'estremità della Piana Blagina.